# Conde de Casal Ribeiro
Conde de Casal Ribeiro é um título nobiliárquico criado por D. Luís I de Portugal, por Decreto de 28 de Maio de 1870, em favor de José Maria Caldeira do Casal Ribeiro.
Titulares
1. José Maria Caldeira do Casal Ribeiro, 1.º Conde de Casal Ribeiro;
2. José Frederico do Casal Ribeiro, 2.º Conde de Casal Ribeiro;
3. José Maria do Casal Ribeiro, 3.º Conde de Casal Ribeiro.

Após a Implantação da República Portuguesa, e com o fim do sistema nobiliárquico, usaram o título:
1. José Frederico do Casal Ribeiro, 4.º Conde de Casal Ribeiro;
2. José Maria do Casal Ribeiro, 5.º Conde de Casal Ribeiro.